# Barbarella (Bolivia)
Barbarella, nombre artístico de Pedro (Peter) Alaiza (Chulumani, Bolivia - Santa Cruz de la Sierra, Bolivia, 30 de agosto de 1999), fue un ícono travesti boliviano durante la década de los años 1960 y 1970. Su nombre fue inspirado por el personaje de ciencia ficción Barbarella. Fue una figura central de las chinas morenas, personajes femeninos de la danza de la morenada, en fiestas populares de La Paz y Oruro. En 1975 se hizo famosa por darle un beso al entonces presidente Hugo Banzer durante la entrada de Jesús del Gran Poder. 

## Biografía

### Orígenes
Pedro nació en Chulumani en el seno de una familia acomodada. Su padre era bioquímico farmacéutico y propietario de una botica y una finca en Suapi, Coroico.[cita requerida] Esperando que Pedro cambie su comportamiento, sus padres lo envían a estudiar al extranjero donde él conoce de cerca el mundo de las vedettes y decide ser estilista.

«Peter era hijo de cafetaleros de los Yungas, con mucho dinero. Sus padres hicieron de todo para que ‘se corrigiese’ y lo enviaron al extranjero a estudiar. Pero él eligió ser estilista. Conoció de cerca el mundo de las vedettes, argentinas y mexicanas.»
David Aruquipa en Travestis. La fiesta debe seguir. 

### Trayectoria como travesti
Inspirada en Barbarella, el personaje de ciencia ficción, y cargada de prendas que había adquirido en el extranjero, Pedro construye un personaje con vistosas minipolleras, medias red, botas, corsé y pelucas. Sus atuendos reflejan claras inspiraciones del mundo de las vedettes y la maja española.

«Peter traía al país pelucas de colores, voluminosas, y pronto se las calzó a la hora de unirse a los bailes en Chijini.»
Mabel Franco en Travestis. La fiesta debe seguir. 

Como Barbarella, Pedro se convierte en una figura central de la comunidad travesti en la ciudad de La Paz de los años 1960 y 1970 y baila regularmente en fiestas populares como China Morena, el personaje femenino en la danza de la Morenada. La china (del aimara ch'ina que significa nalga) viste una corta minifalda y baila con una sensualidad que hasta esos años disuadía a mujeres de interpretarla, a riesgo de ser mal vistas por la sociedad. Así es como, siguiendo el paso de Carlos Espinoza (Ofelia), durante los años 1970 la china era comúnmente interpretada por hombres vestidos de mujer.Entre ellas, Barbarella destacaba no sólo por su imagen sino también por la picardía de sus movimientos.

«Solía bailar arrojando el pañuelo, para inclinarse mientras lo alzaba y de ese modo mostraba las nalgas.»
Carlos Cárdenas en El cholo danzante 

Otros miembros de la comunidad destacan su audacia para exhibirse públicamente de manera desafiante y la facilidad con que se movía entre espacios dedicados a clases pudientes y populares. David Aruquipa cuenta:

«Pero, si las “maricas” estaban bailando de chinas morenas, ¿dónde estaban los homosexuales de clase pudiente en la ciudad de La Paz?, pues participaban de espacios privilegiados: discotecas, night clubs, etc. No compartían espacios comunes, marcaban territorios y sólo algunas podían transitar entre ambos espacios, como “Barbarella” (Peter Alaiza) quien, por su belleza física y su posición económica, se hacía visible sin reparos.»
David Aruquipa en La revolución estética de las travestis en las fiestas populares de Bolivia 

#### Coronación como Barbarella I
El 15 de mayo de 1971 Barbarella organiza su coronación en el Mysterious Queen's Club, un grupo recién creado en torno a ella. El evento parece ser motivado por la coronación de Diana I en otro grupo travesti y se hace notorio por la represión policial que lo acompaña. Tito Fernández (Titina), otra miembro de la comunidad, cuenta:

«Yo tenía un grupo con el Diego, era como el presidente de 10 muchachas que nos reuníamos para charlar, tomar un cafecito y en  eso nació la idea de coronar a nuestra reina, entonces coronamos a Diego como Diana I, nuestra coronación fue privada, pero la noticia llegó a oídos de Peter Alaiza, Barbarella, como era tan competitiva formó otro grupo, el Mysterious Queen's Club, el club de las reinas misteriosas. Preparó una fiesta sin igual, contrató un conjunto musical, lo hizo en su casa con muchos invitados, incluso cadetes iniciantes, y bueno, la noticia fue corriendo, y como éramos tan discriminadas seguro la noticia llegó hasta la Policía. Cuando llegamos tocamos la puerta y nadie respondía. Salió una señora del frente y nos dijo "Váyanse chicas, por favor, porque ha venido la Policía y se las ha llevado a todas".»
Tito Fernández (Titina) en El baile cadencioso de Titina 

Este incidente es ampliamente difundido por la prensa, que decide convertirlo en una historia estigmatizante para la comunidad travesti en Bolivia. Como describen Víctor Hugo Vidangos (Ninón) y Titina:

«Ese arresto masivo por la Policía en una dictadura estatal, sale en todas las noticias a nivel nacional, abriendo un debate social sobre el supuesto 'atentado a la moral y las buenas costumbres', todo el grupo de travestis estaba en el ojo de la tormenta.»
Víctor Hugo Vidangos (Ninón) en Ninón: Un guerrero del Arco Iris 

«Al día siguiente la ciudad estaba empapelada: “homosexuales coronan a su reina, Barbarella I”. Teníamos que andar con lentes bien machos, porque ¡ay! que lo pesquen a uno, a uno medio mariquita le daban su tunda, eso ha durado unos seis meses.»
Tito Fernández (Titina) en La revolución estética de las travestis en las fiestas populares de Bolivia 

#### Beso a Hugo Banzer
En la entrada del Gran Poder de 1975, Barbarella logra darle un beso en la mejilla al entonces presidente Hugo Banzer. Ninón cuenta el incidente:

«Peter, como tenía buena estatura, lo ve al Presidente de la República sentado ahí, no estaba en el palco, armaron una gradería y en la cuarta fila estaba el Gral. Banzer con un guardaespaldas, porque no quería mostrarse autoritario, acompañado por unos cuantos de la Asociación Folklórica del Gran Poder. (…) Ahí se le ve en el periódico a Peter dándole la mano a Banzer, claro el otro tenía que mezclarse con la plebe, saludar a medio mundo y sonreír, pero Peter era más osado y le dio un beso en la mejilla ...»
Víctor Hugo Vidangos (Ninón) en La revolución estética de las travestis en las fiestas populares de Bolivia

El beso es descrito escandalosamente por la prensa y conduce al distanciamiento del bloque de chinas morenas homosexuales de la entrada del Gran Poder. El evento coincide con la expansión de la fiesta fuera del barrio y su transición hacia el evento folklórico característico de la ciudad de La Paz, un periodo en que la recién formada Asociación de Conjuntos Folklóricos del Gran Poder buscaba ganar influencia con los poderes de turno. Ese fue el último año que las chinas morenas homosexuales bailan como un bloque y de manera abierta por el centro de la ciudad.
Esta prohibición no detuvo a Barbarella de intentar participar nuevamente en Gran Poder. A inicios de los 1980, bailó en la recién formanda «Fraternidad Caporales Chuquiago Producciones» primero con un atuendo femenino y luego como varón pero acompañado desafiantemente de maquillaje y una peluca ondulada.
Otras fiestas populares en barrios y áreas rurales eran menos estrictas y es ahí donde las chinas morenas travestis se dirigen y continúan en demanda por muchos años más.

### Partida a Santa Cruz y fallecimiento
A mediados de los años 1980, Barbarella migra a Santa Cruz de la Sierra. Ahí seguiría interpretando a la china morena junto a residentes paceños en el Mercado Mutualista y otros espacios, apoyaría proyectos en respuesta a la emergente crisis sanitaria del VIH/sida, y continuaría su trabajo como estilista. En 1991 fue estilista para el film «Los Igualitarios» dirigida por Juan Miranda y en 1996 fue elegida «Señora Bolivia» en un evento de belleza transformista.
El 30 de agosto de 1999, Barbarella fallece en su domicilio por causas desconocidas. Su compañera Ninón narra el suceso:

«... ese día fatídico como de costumbre voy al salón de belleza de Barbarella, nos encontramos con las otras chicas que trabajábamos allí, y vemos cerrado el salón, ¡qué raro! Nos pregumtamos, ella no daba las llaves a sus empleadas, solía abrir a primera hora para que ingresemos, desesperadas la llamamos a gritos ¡¡¡Barbarella, Barbarella, Barbarella!!!, su cuarto estaba en el altillo del salón, un silencio envolvía la casa. Tuvo que abrir la Policía para ingresar a la casa de Barbarella, ella se encontraba en la tina de su baño inerte, sin vida. Las lágrimas enceguecían mis ojos, y toda mi vida con ella daba vueltas en mi cabeza, su cuarto estaba lleno de recuerdos, imágenes, fotografías, pelucas, adornos coloridos. Me quedé huérfana, me había dejado mi referente de vida.»
Víctor Hugo Vidangos (Ninón) en 'Ninón: Un guerrero del Arco Iris 

## Legado
Desde el año 2000, el investigador David Aruquipa, quien también baila Kullawada como Whapuri Galán, reúne y difunde evidencia sobre Barbarella y el movimiento travesti en torno a la china morena. Partiendo de un deseo personal y político por reconstruir la memoria de bailarines abiertamente homosexuales en entradas folklóricas de Bolivia, logra reunir decenas de fotografías, historias orales, vestidos y más documentos que dan forma a un registro invaluable de este periodo, donde Barbarella es una figura central. Como señala:

«Se me dibuja con claridad que la importancia de Barbarella en toda esta movida política fue encarar el desafío de hacer de la China Morena un ícono de la cultura popular, pero también la desobediencia de la comunidad homosexual.»
David Aruquipa en el Prólogo a La China Morena. Memoria Histórica Travesti. 

Un primer logro sería la publicación en 2012 del libro «La China Morena. Memoria Histórica Travesti», que compila ensayos, fotografías e historia oral. Un día antes de su presentación, el 17 de mayo de 2012, y a ocasión del Día Internacional contra la Homofobia, la Transfobia y la Bifobia, autoridades del Ministerio de Culturas y de Justicia de Bolivia realizan un homenaje póstumo a Barbarella, junto a otras integrantes de las chinas morenas.
Con los años, el registro que construye Aruquipa crece y da forma al Archivo Q'iwa, cuyas fotografías llegan a ser expuestas en São Paulo, Buenos Aires, Nueva York y Londres entre 2021 y 2023. En estas exhibiciones, la figura de Barbarella y su desafiante beso adquieren una nueva iconicidad. Por ejemplo, entre abril y junio de 2023 se exhiben 42 fotografías en el Centro Cultural Auto Italia de Londres bajo el título Barbarella's Kiss.
En 2015 se menciona la producción de un documental sobre Barbarella a cargo de Aruquipa, que debería concluir en noviembre de 2016.